# Over/EASY SHOW TIME
「over/EASY SHOW TIME」（オーヴァー/イージー・ショウ・タイム）は、V6の11枚目のシングル。1998年11月11日にavex traxから発売された。

## 解説
V6としては初の両A面シングルである。表題曲の2曲にはそれぞれタイアップがついている。
初回盤3種類と通常盤で計4種類あり、初回盤の後ろのジャケットを3つ並べるとメンバー全員の写真になる。表ジャケットも少し違っている。また、ジャケットの『over/EASY SHOW TIME』の文字の色が3種類全て異なる。
『Very best』収録時は『over』はDISC-1に、『EASY SHOW TIME』はDISC-2に収録された。
初動売上24.4万枚で前作『翼になれ』の累計売り上げを超えた。
2022年4月17日時点の累計売上枚数は約45.3万枚（オリコン調べ）であり、V6のシングルでは『愛なんだ』、『MUSIC FOR THE PEOPLE』、『WAになっておどろう』、『MADE IN JAPAN』に次いで5番目に売上が多い。

## 収録曲
1. over [5:43]
作詞：20th Century
作曲：菊池一仁
編曲：明石昌夫
  - Coming Century主演 TBS系ドラマ『PU-PU-PU-』主題歌
  - サビ部分の振り付けは20th Centuryの提案によるものである。
  - 坂本昌行、井ノ原快彦にソロパートがある。
  - のちに発売される14thアルバム「STEP」収録曲「トビラ」はこの曲のアンサーソングである。
  - 2021年10月15日放送の「ミュージックステーション 35周年記念4時間スペシャル」のV6ラストステージ視聴者投票メドレーで1位を獲得した[2]。
2. EASY SHOW TIME [4:47]
作詞：Lucy E
作曲：川上明彦
編曲：上野圭市・ミラクルK
  - TBS系『学校へ行こう!』テーマソング
  - 森田剛、岡田准一にソロパートがある。
3. over（カラオケ）
4. EASY SHOW TIME（カラオケ）

## 収録アルバム
- 『"LUCKY" 20th Century, Coming Century to be continued...』（#1, 2）
  - 両曲ともアルバムバージョンを収録。
- 『Very best』（#1, 2）
- 『SUPER Very best』（#1）
- 『Very6 BEST』（#1）

## 映像作品
- Film V6 actII〜CLIPS and more（#1,2）
- VERY HAPPY!!!（#1）
- LIV6（#1）
- 10th Anniversary CONCERT TOUR 2005 "musicmind"（#1）
- V6 LIVE TOUR 2008 VIBES（#1）
- V6 ASIA TOUR 2010 in JAPAN READY?（#1）
- V6 LIVE TOUR 2015 -SINCE 1995〜FOREVER- （#1）
- The ONES （初回生産限定盤B #1）
- LIVE TOUR V6 groove（#1）